# Црква Светог Спаса у Призрену
Црква Светог Спаса (посвећена Вазнесењу Господњем) у Призрену је подигнута око 1330. и налази се у југозападном делу града.
Смештена је на малој заравни испод градске тврђаве која доминира над градом, у делу који је некада био српска четврт. Подигао ју је властелин Младен Владојевић, који ју је 1348. приложио задужбини цара Душана (краљ 1331—1346, цар 1346—1355) манастиру Светих архангела у кањону Призренске Бистрице. Република Србија ју је 1990. уврстила међу споменике културе од изузетног значаја, заједно са другим призренским црквама. Албански екстремисти су је запалили и тешко оштетили током мартовског погрома 2004., а испред саме цркве налазио се бункер немачких припадника КФОР-а.
Септембра 2013. године разваљена су улазна врата на цркви и однета капија.

## Прошлост цркве
Током османског периода, црква је запустела и коришћена је једно време као стаја, услед чега је претрпела знатна оштећења. Од средине XVIII века призренски Цинцари, пореклом из Москопоља, преузели су управу над црквом. Они су 1836. започели велику обнову и проширење цркве које никада није завршено, а сама црква је средином XIX века страдала у пожару. Са друге стране, постоји податак да је руски конзул Иван Јастребов спречио рушење и крајње уништење старе српске цркве, Св. Спаса у Призрену, од стране Цинцара. Цинцари су тражили ферман за проширење цркве и у том контексту су имали намеру да је сруше (да би на истом месту подигли нову), што је Иван Јастребов спречио. Он је записао: Не желим да верујем злим језицима да су је Цинцари (не сви) запалили у нади да ће пасти сама од себе. Игуман (Манастир Свете Тројице у Мушутишту) је постао млади Цинцарин Теофил 1861. г. Није бринуо о благостању манастира него само за свој сопствени џеп. Скривао је прикупљену милостињу. У доба раздора Срба и Цинцара због цркве Св. Спаса, навукао је на себе сумњу, ухваћен је у крађи светиња и удаљен са места игумана 1872. г. У доба Јастребова је живео у Призрену као поп у цркви Св. Спаса, која је прешла у власништво Цинцара, и саградио је себи кућу од покраденог манастирског новца.. Конзерваторски радови на цркви и њеном живопису обављени су у периоду од 1953. до 1963.

## Архитектура цркве
Црква Светог Спаса има основу сажетог уписаног крста са тространом олтарском апсидом и припратом, док се над њом уздиже осмострано кубе. Са спољашње стране је украшена пластичним керамичким украсима и декоративним смењивањем сиге и опеке, какво се може видети на цркви Богородице Љевишке и другим споменицима српско-византијског стила. У првој половини XIX века започело је проширење цркве, која је требало да поприми облик тробродне базилике. Подигнута је нова олтарска седмострана апсида, а првобитна црквица је постала део северног брода. Међутим, ово проширење цркве никада није завршено, тако да се данас око првобитне црквице налазе високи зидови без крова.
- Југозападни поглед
- Купола цркве
- Орнамент изнад прозора
- Прозор на централној фасади
- Купола и јужни део наоса

## Живопис
Најстарији слој фресака, датиран је око 1335. и налази се у олтарском делу. Њихов аутор је припадао истој радионици која је фрескописала и цркву светог Николе, коју је у исто доба подигао властелин Драгослав Тутић. Након тога, призренски мајстори су, у византијском стилу, до 1348. фрескописали преостали део цркве. Завршну фазу у осликавању цркве представљају фреске Христа и Богородице Параклисе урађене у црквеној припрати. Током наредних векова, фреске су страдале као и цела црква, а након пожара који је захватио цркву средином XIX века, боје су промениле тоналитет. Остаци фресака су заједно са целом црквом конзервирани у периоду од 1953. до 1963. У пожару подметнутом током албанских организованих рушилачких демонстрација у Мартовском погрому 2004. године спаљен је живопис у цркви, који је потом, средствима страних донација, 2010. године конзервиран и рестауриран колико је то допуштало његово стање.
- Пророк Јелисеј
- Пророк Јелисеј, детаљ
- Анђео
- Распеће
- Богородица
- Ваведење Христово у храму
- Написано: Заиста је сусрет
- Пророк Малахија